# Война за антиохийское наследство
Война́ за антиохи́йское насле́дство или Антиохи́йская война́ за насле́дство — серия вооружённых конфликтов между силами Боэмунда IV и Раймунда-Рубена и их союзников за антиохийский престол, произошедшие в Северном Леванте и Киликии между 1201—1219 годами.
Антиохийское княжество было ведущей христианской державой в Северном Леванте в последние десятилетия XII века, пока Киликийское армянское царство не бросила ему вызов. Захват армянским князем Левоном II важной крепости Баграс в Леванте уже в начале 1190-х годов породил длительный конфликт. Левон пытался захватить Антиохию, но ему помешали греческие и латинские горожане, образовавшие в городе коммуну. В 1197 году скончался старший сын Боэмунда III Раймунд IV, оставив после себя новорождённого  Раймунда-Рубена. Боэмунд III и антиохийские дворяне подтвердили право Раймунда-Рубена наследовать антиохийский престол своему деду, однако коммуна отдала предпочтение младшему сыну Боэмунда III (дяде Раймунда-Рубена), Боэмунду IV, графу Триполи.
После смерти Боэмунда III в апреле 1201 года Боэмунд IV захватил Антиохию без особого сопротивления, после чего многие дворяне покинули княжество в поисках убежища в Киликийской Армении. Левон вторгался в Антиохийское княжество почти каждый год в течение 1201—1208 годов, но каждый раз ему приходилось возвращаться в своё королевство, поскольку во время его отсутствия айюбидский эмир Алеппо аз-Захир Гази и сельджукский султан Рума Кей-Кавус I постоянно совершали нападения на Киликию. Папа Римский Иннокентий III первоначально поддержал Левона, однако в 1208 году конфликт между Левоном и тамплиерами из-за Баграса привёл к отлучению Левона от церкви. В последующие годы Левон захватил новые крепости Антиохии, но в 1213 году ему пришлось их оставить в рамках усилий по улучшению своих отношений со Святым Престолом. Воспользовавшись отсутствием Боэмунда IV, в 1216 году Левон вошёл в Антиохию, помогая Раймунду-Рубену захватить власть. Вскоре Левон уступил Баграс тамплиерам, а крепости к северу от Таврских гор — сельджукам. Раймунд-Рубен увеличил налоги, что сделало его непопулярным среди населения княжества. Его отношения с Левоном также стали напряжёнными, чем воспользовался Боэмунд IV, которому в 1219 году удалось вернуть себе Антиохию. 
Война привела к ослаблению христианских государств в Северном Леванте.

## Предыстория
После того, как айюбидский султан Салах ад-Дин разгромил Иерусалимское королевство в конце 1180-х годов, Антиохийское княжество стало ведущей христианской державой в Северном Леванте. К 1186 году Левон, сын киликийского армянского князя Стефана Рубенида, уже признал сюзеренитет антиохийского князя Боэмунда III, но после того, как Боэмунд занял у него деньги, но не смог их потом вернуть, их отношения обострились.

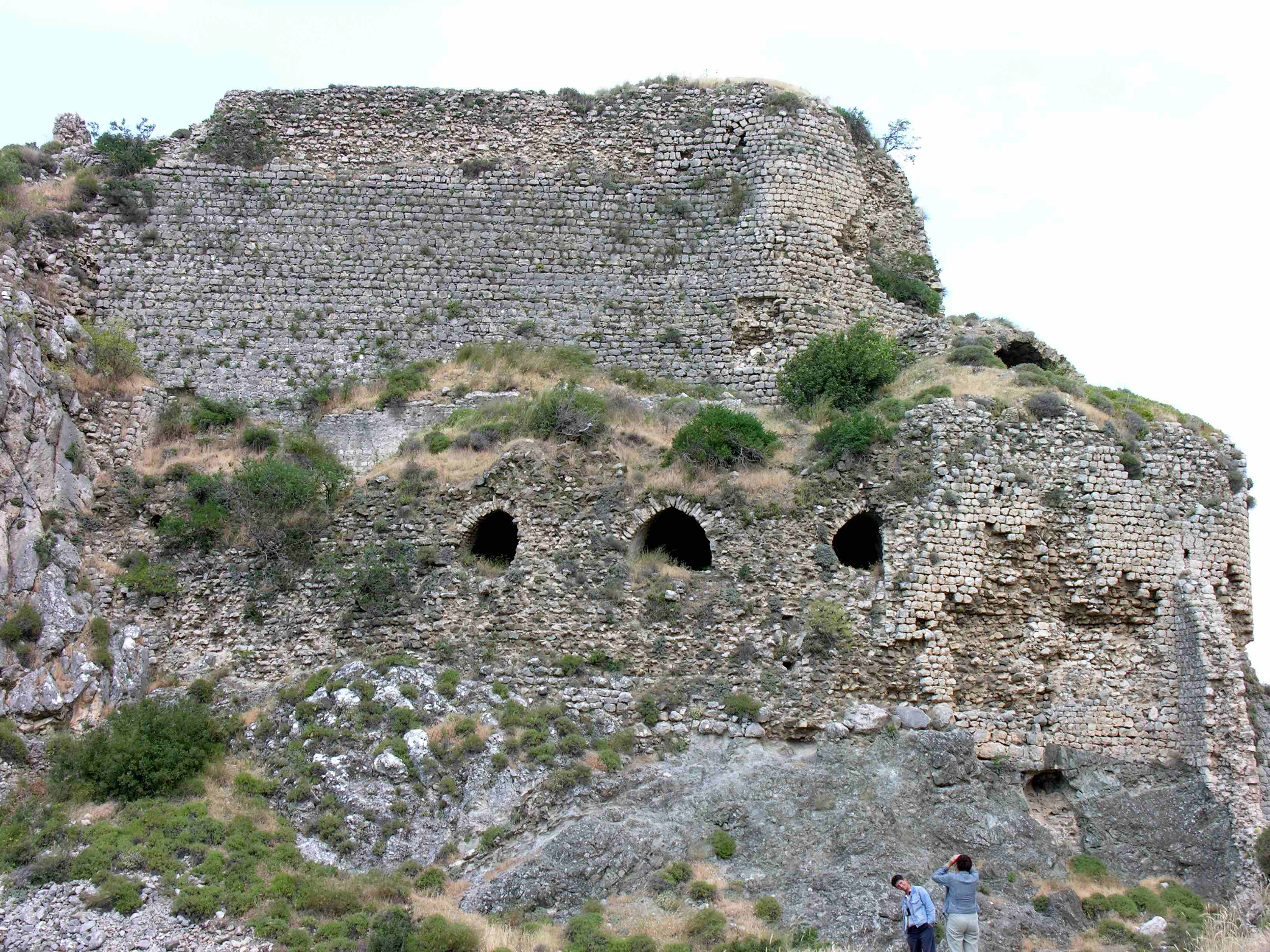
Руины Баграса: вопрос владения этой важной крепостью вызвал длительный конфликт между Киликией и тамплиерами

В 1191 году Левон захватил и восстановил стратегически важную крепость Баграс, которую Салах ад-Дин захватил у тамплиеров в сентябре 1188 года, а затем разрушил её, прежде чем уйти. Боэмунд приказал Левону вернуть крепость тамплиерам, но Левон отказался, заявив, что его право на неё сильнее претензий тамплиеров, потерявших свою собственность.
После того, как Боэмунду не удалось включить Киликию в перемирие с Салах ад-Дином в 1192 году, в начале 1194 года Левон пригласил его и его людей в Баграс, заявив, что хочет начать с ним переговоры о сдаче Баграса либо ему, либо тамплиерам. Боэмунд принял предложение, однако встреча оказалась ловушкой: сразу по прибытии в Баграс он был схвачен и доставлен Левону в Сис, столицу Киликийской Армении. Затем Левон предложил Боэмунду сдать ему Антиохию в обмен на освобождение. Боэмунд согласился и поручил своему маршалу Варфоломею Тирелю сопроводить армянские войска под командованием Хетума Сасона в Антиохию. Хотя дворяне Антиохии (которые были тесно связаны с армянской знатью) были готовы перейти в подданство Левона, горожане (в основном греческие и латинские) выступили против армянских войск. Последней каплей для них стало грубое замечание одного армянского солдата в адрес святого Илария Арелатского, после чего в городе начались массовые беспорядки, вынудившие армянские войска покинуть Антиохию. Затем горожане собрались в соборе и образовали коммуну под покровительством Патриарха Эймери. В конце концов они решили объявить Раймунда IV, старшего сына Боэмунда, регентом Антиохии до тех пор, пока его отец не будет освобождён.
Мир между Левоном и Боэмундом был восстановлен в начале 1195 года при посредничестве иерусалимского короля Генриха I, который убедил их отказаться от своих претензий на сюзеренитет друг над другом. Боэмунд также признал владение Левона над Баграсом, после чего Левон освободил его и его людей из тюрьмы. В том же году Раймунд IV, чтобы окончательно положить конец кризису с армянскими соседями, женился на племяннице Левона Алисе Армянской. В 1199 году у него рождается сын Раймунд-Рубен, однако в том же году Раймунд IV скончался. Поскольку он умер раньше своего отца, по праву наследования после смерти Боэмунда III Антиохию должен был унаследовать его новорождённый сын. Однако к этому времени Боэмунду было уже почти 60 лет, и поэтому, опасаясь, что он не доживёт до совершеннолетия своего внука, и что во время правления мальчика его армянские родственники возобладают Антиохией, он отправил Алису и её новорождённого сына в Киликию, планируя сделать своим преемником одного из своих сыновей от третьего брака, что, по его мнению, было более безопасным решением.
Тем временем Левон объединил Армянскую церковь в Киликии с Римом и признал сюзеренитет императора Священной Римской империи Генриха VI. 6 января 1198 года в городе Тарс Левон был коронован как первый король Киликийской Армении. На его коронации также присутствовал архиепископ Майнца и посланник Генриха VI Конрад фон Виттельсбах, который жаждал обеспечить трон Антиохии для одного из вассалов своего господина. Затем Конрад отправился в Антиохию и убедил Боэмунда и его баронов принести клятву принять право Раймунда-Рубена наследовать Антиохию.
Однако граф Боэмунд Триполийский, младший сын Боэмунда III, сразу же отказался признать действительность присяги, данной в пользу своего племянника, поскольку теперь старшим сыном Боэмунда III стал он, а потому считал, что унаследовать престол тоже должен он. Ему требовались союзники, искать которых долго не пришлось. На его сторону встали: тамплиеры, разгневанные тем, что Левон не отдал им Баграс; госпитальеры, за то что Боэмунд погасил ссуду, взятую у них триполийским графом Раймундом III задолго до этого (хотя они всегда были против сотрудничества с тамплиерами); пизанские и генуэзские купцы, которых он подкупил обещанием торговых концессий; а главное — сама Антиохийская коммуна, которая относилась к любым действиям баронов Боэмунда III враждебно и была напугана вторжением Киликии в Антиохию 4 года назад. В конце 1198 года он со своими союзниками внезапно объявился в Антиохии и изгнал своего отца.
Спустя три месяца Левон вторгся в Антиохию и потребовал от Боэмунда Триполийского позволить своему отцу вернуться в Антиохию. Папа Иннокентий III, не желая отталкивать от себя нового вассала, также стал поддерживать Левона. В сложившейся ситуации, Боэмунд Триполийский всё таки разрешил своему отцу вернуться в Антиохию, а сам уехал обратно в Триполи. Под давлением тамплиеров Иннокентий также начал убеждать Левона, что он должен вернуть ордену Баграс, но Левон всячески игнорировал его, поскольку Баграс был стратегически важен, чтобы в будущем контролировать Антиохию.

## Ход войны

### Первая фаза
В апреле 1201 года умирает князь Боэмунд III Антиохийский. Узнав об этом, его сын Боэмунд Триполийский поспешил в Антиохию, чтобы присутствовать на его похоронах. Антиохийская коммуна признала его законным наследником его отца, а дворяне, сохранившие верность Раймунду-Рубену (единственному сыну умершего старшего сына Боэмунда III), были вынуждены бежать в Киликийскую Армению.
Левон продолжал поддерживать Раймунда-Рубена, что спровоцировало продолжительный конфликт на многих театрах военных действий. Во время войны ни Левон, ни Боэмунд не смогли контролировать собственную территорию (Киликийскую Армению и графства Триполи соответственно) и Антиохию одновременно из-за недостаточности сил. Айюбидский эмир Алеппо аз-Захир Гази и сельджукские султаны Рума всегда были готовы вторгнуться в Киликию, в то время как айюбидские эмиры Хамы и Хомса контролировали территорию между Антиохией и Триполи, предотвращая передвижение войск Боэмунда между двумя этими государствами.
Вскоре после того, как Боэмунд захватил Антиохию, Левон осадил её, чтобы оказать давление на дело Раймунда-Рубена. Однако в июле 1201 года он был вынужден снять осаду и вернуться в своё королевство, поскольку во время его отсутствия в Киликию напали войска аз-Захира Гази и Сулейман-шаха II, сельджукского султана Рума, которые были союзниками Боэмунда. Вскоре после этого он отправил письмо Папе Иннокентию III, информируя его о сотрудничестве Боэмунда с мусульманами. В 1202 году Левон снова вторгся в Антиохию, но король Иерусалима и Кипра Амори Лузиньян и папский легат кардинал Соффредо Эррико Гаэтани вынудили его заключить с Боэмундом перемирие. После того, как Боэмунд отказался признать право Святого Престола выносить решение по делу о престолонаследии Антиохии, Левон возобновил войну. Воспользовавшись отсутствием Боэмунда, 11 ноября 1203 года Левон вошёл в Антиохию, но ему не удалось захватить городскую цитадель, которую защищали тамплиеры и войска коммуны. Вскоре аз-Захир Гази снова вторгся в Киликию, вынудив Левона вернуться в своё королевство.
В конце 1204 года в Триполи вспыхнуло восстание бывшего вассала Боэмунда Реноарта Нефинского, который годом ранее без согласия Боэмунда женился на Изабелле, наследнице крепости Гибелакар. Узнав об этом, Боэмунд, вручив Антиохию тамплиерам, госпитальерам, генуэзцам и войскам аз-Захира Гази, срочно повёл свои войска на Триполи, где у ворот города Реноарт Нефинский разгромил его войска, а его самого лишил одного глаза. Реноарта поддержали король Кипра Амори Лузиньян и некоторые бароны, такие как Ральф и Гуго Тивериадские, поскольку им не нравились претензии Боэмунда на власть над Антиохией и Триполи. Пока Боэмунд был занят подавлением восстания, Левон в это время захватил антиохийские крепости в Аманском хребте, контролировавшие дорогу на Антиохию. После смерти Амори Лузиньяна в апреле 1205 года его регент Жан д'Ибелин прекратил поддержку Реноарта, поскольку был настроен к нему враждебно. После этого Боэмунд перешёл в наступление и к концу года полностью подавил восстание, захватив Анфе и Аккар, а затем вернулся в Антиохию.
Тем временем 25 декабря 1205 года Левон осадил крепость Трапессак, находившуюся под контролем айюбидов с тех пор, как Салах ад-Дин захватил её у тамплиеров в сентябре 1188 года. Однако войска аз-Захира Гази разгромил его армию. Летом 1206 года Боэмунд вынудил Левона подписать перемирие сроком на 8 лет.

### Вторая фаза
Конфликт между новым папским легатом Пьетро Капуано и латинским патриархом Антиохии Петром Ангулемским, перешедшим на сторону Раймунда-Рубена, завершился отлучением патриарха от церкви. Воспользовавшись ситуацией, чтобы избавиться от своего противника, в начале 1207 года Боэмунд при поддержке коммуны заменил Петра Ангулемского греческим православным патриархом Антиохии Симеоном II. После этого Пётр Ангулемский примирился с легатом, отлучил Боэмунда и коммуну от церкви, а затем убедил некоторых баронов восстать против Боэмунда, тем самым вынудив его укрыться в цитадели Антиохии. После чего Левон вошёл в Антиохию, но Боэмунд смог собрать силы и разбил его войска, а Петра Ангулемского схватил в плен и заключил в тюрьму, где вскоре он умер от лишения алкоголя.
В 1208 году, воспользовавшись тем, что айюбидский султан аль-Адиль I был отвлечён войной с графством Триполи, Левон совершил набег на земли вокруг Антиохии. Однако вскоре Боэмунд убедил сельджукского султана Рума Кей-Кавуса I вторгнуться в Киликию, после чего Левон был вынужден покинуть Антиохию. Папа Иннокентий поручил латинскому патриарху Иерусалима Альберту Авогадро выступить посредником в установлении между ними мира. Кроме того, Авогадро также начал убеждать Левона вернуть тамплиерам Баграс, поскольку он был их союзником. Пытаясь возобновить перемирие, Левон согласился на его требование и пообещал покинуть Баграс.
Однако затем Левон нарушил своё обещание и отказался вернуть Баграс тамплиерам, а также решил положить конец союзу Армянской церкви с Римом. С другой стороны, он подарил тевтонским рыцарям крепости в Киликии, а также организовал свадьбу Раймунда-Рубена с Хелвисом, сестрой кипрского короля Гуго I. В 1211 году Левон устроил засаду на караван, перевозивший продовольствие тамплиерам. Во время засады был тяжело ранен великий магистр ордена тамплиеров Гильом де Шартр. Папа Иннокентий был потрясён, узнав о действиях Левона, и запретил всем христианским правителям помогать Левону, а также призвал иерусалимского короля Иоанна де Бриенна вмешаться в ситуацию от имени тамплиеров. Иоанн послал 50 рыцарей в Северный Левант, чтобы противостоять Левону. Тем временем Левон изгнал латинских священников из Киликии и дал приют православному патриарху Сименону, изгнанному из Антиохии. В 1212 году он послал Раймунда-Рубена грабить области Антиохии.
В 1213 году Папа Иннокентий организовал новый крестовый поход и попытался убедить Левона помочь крестоносцам. В том же году Левон отказался от всех захваченных им у тамплиеров земель, но сохранил за собой Баграс. В 1214 году Иоанн де Бриенн женился на Стефании Армянской, дочери Левона. В тот же период позиции Боэмунда ослабли. Его попытка отомстить ассасинам за убийство его старшего сына Раймонда де Пуатье в 1213 году привела его к конфликту со своим старым союзником аз-Захиром Гази, айюбидским эмиром Алеппо.

### Третья фаза

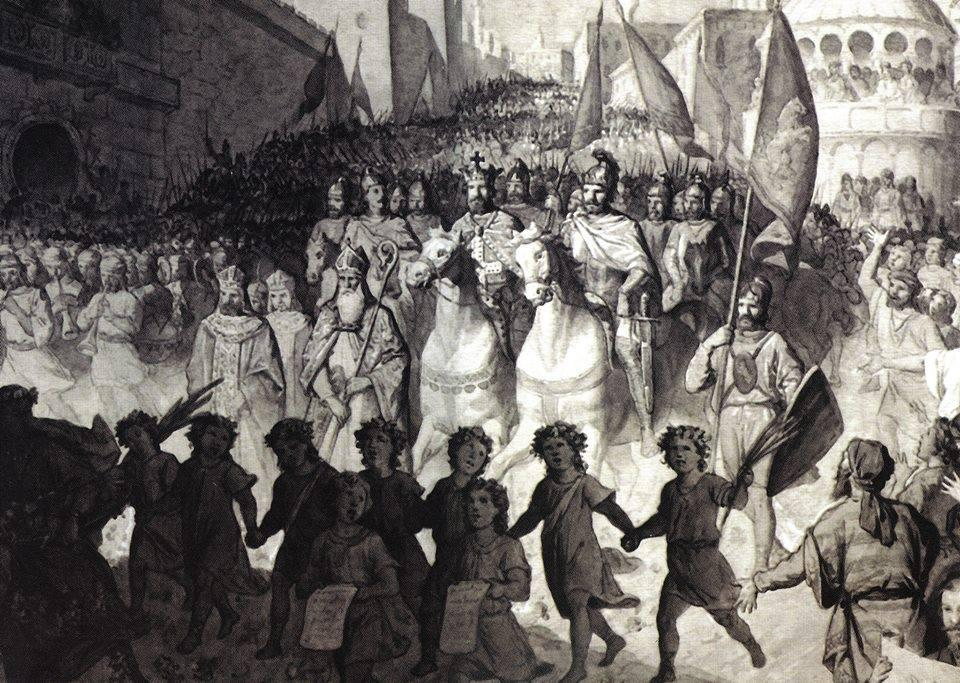
Джулиано Дзассо. «Триумфальный въезд Левона Великолепного в Антиохию» (1885)

При поддержке Левона Раймунду-Рубену удалось убедить госпитальеров и антиохийских дворян, в том числе Ачарию Серминского, главы коммуны горожан, перейти на его сторону, обещая земельные дары. В ночь на 14 февраля 1216 года, воспользовавшись отсутствием Боэмунда, Левон и его армия с триумфом вошли в Антиохию. Через несколько дней тамплиеры, удерживавшие городскую цитадель, также сдались без боя. Затем латинский патриарх Антиохии Пётр Луседио посвятил Раймунда-Рубена в князи. После того, как его протеже захватил всю власть в Антиохии, Левон вернул Баграс тамплиерским рыцарям. Тем временем сельджукский султан Рума Кей-Кавус I снова воспользовавшись отсутствием Левона вторгся в Киликию и захватил армянские крепости к северу от Таврских гор, тем самым вынудив Левона сосредоточиться на защите Киликии.
Обнаружив, что казна Антиохии пуста, Раймунд-Рубен увеличил налоги, что сделало его непопулярным среди населения княжества. Вскоре его отношения с Левоном настолько стали напряжёнными, что в 1217 году он попытался схватить Левона в плен, но благодаря тамплиерам последнему удалось бежать в Киликию. Осенью 1217 года Боэмунд посетил иерусалимского короля Иоанна де Бриенна в Акко. В начале следующего года Иоанн признал Боэмунда законным правителем Антиохии, но не оказал ему военной помощи. Тем временем горожане и дворяне Антиохии восстали против Раймунда-Рубена. Лидер восстания Уильям Фарабель убедил Боэмунда вернуться в город. После прибытия Боэмунда Раймунд-Рубен сначала искал убежища в цитадели, но затем решил бежать в Киликию, отдав цитадель госпитальерам. Таким образом, Раймунд-Рубен потерял все возможности завладеть Антиохией.

## Последствия
Когда Раймунд-Рубен прибыл в Киликию, Левон доживал последние дни своей жизни. Со смертью Левона в мае 1219 года и восстановлением на антиохийском престоле Боэмунда война «подошла к весьма ничем не примечательному концу». На смертном одре Левон назвал свою пятилетнюю дочь Забелу своей наследницей. Однако с этим были несогласны Раймунд-Рубен (внук Рубена III, старшего брата Левона) и иерусалимский король Иоанн де Бриенн (муж Стефании, старшей дочери Левона), которые заявили свои права на Киликию. Новый конфликт в Северном Леванте, теперь ведущийся за киликийский престол, также длился десятилетиями, ещё больше ослабляя христианские государства этого региона.